# Croton brittonianus
Espèce
Croton brittonianus est une espèce de plantes à fleurs du genre Croton et de la famille des Euphorbiaceae présente à Cuba.
Il a pour synonymes :
- Croton heterolepis (Urb.) Borhidi & O.Muñiz, 1975
- Croton spinosus C.Wright ex Sauvalle, 1870
- Croton spinosus var. heterolepis Urb., 1930